# Марин Рангелов
Марин Рангелов е български театрален и филмов актьор.

## Биография
Роден е на 11 април 1997 г. в град София.
През 2016 г. завършва Национално училище за изящни изкуства „Илия Петров“ със специалност „Илюстрация и оформление на книгата“.
През лятото на 2019 г. живее в Ню Йорк Сити, и малко по-късно е приет по магистратура в Нюйорската филмова академия със специалност „Актьорско майсторство за кино“ със стипендия. Посещава актьорското студио на Сюзън Батсън, както и Бродуейския танцов център.
През 2020 г. завършва НАТФИЗ „Кръстьо Сарафов“ в последния клас на проф. Стефан Данаилов.
Марин завършва с отличие и две магистратури "Филмова и телевизионна режисура" и "Филмово и телевизионно продуцентство" в Нов български университет през 2022 г.

## Актьорска кариера

### Кариера в театъра
От 2017 г. играе на сцената в Народния театър „Иван Вазов“, където изиграва ролята на Лео Хюбърд в „Лисичета“, спектакъл на Лилиан Хелман под режисурата на Бина Харалампиева.
Играе в дипломните спектакли „Лодкарят“ от Джез Бътъруърт, където изиграва ролята на Шейн Коркърън, Брендън Кедрик в „Зверското синьо“ от Филип Ридли и Едгар в „Кръв и власт“ от Уилям Шекспир.
Изиграва ролите на Нарцис и Фаетон в „Метаморфози“ по Овидий (в сценичната адаптация на Мери Цимерман), постановка на Стайко Мурджев в Драматичен театър "Никола Вапцаров" - Благоевград.

### Кариера в киното и телевизията
През 2018 г. прави филмовия си дебют в късометражния филм „По стечение на обстоятелствата“ на режисьора Петър Чивийски.
През лятото на 2018 г. изиграва ролята си на Насир в американския военен филм „Аванпостът“ (The Outpost) на режисьора Род Лури, където си партнира със Скот Истууд, Мило Гибсън и др., чиято премиера е през 2020 г.
През 2019 г. играе Коста в седмия сезон на българския сериал „Откраднат живот“.
Участва и в късометражния филм „COVID-20“, където си партнира с Калоян Минев и Антон Порязов под режисурата на Румен Русев.
През 2021 г. играе младия Филип във втория сезон на българския сериал „Пътят на честта“, който се излъчва по Нова телевизия.

## Режисьорска кариера
През 2022 г. Марин Рангелов прави дебюта си като режисьор, сценарист и продуцент на късометражния трилър „Червен адмирал“, където си партнира като актьор с Лора Христова, Калоян Минев, Марио Гюров и Иван Пасков.

## Участия в театъра
Народен театър „Иван Вазов“
- 2017 – Лео Хюбърд в „Лисичета“ от Лилиан Хелман – режисьор Бина Харалампиева, превод Павел Спасов[11][12][13]

Театър НАТФИЗ
- 2019 – Едгар в „Кръв и власт“ от Уилям Шекспир, Кристофър Марлоу и Джон Уебстър, режисьор Росица Обрешкова[14][15][16]
- 2019 – Брендън Кедрик в „Зверското синьо“ от Филип Ридли – режисьор Сава Драгунчев[17][18][19]
- 2019 – Шейн Коркърън в „Лодкарят“ от Джез Бътъруърт – режисьор Сава Драгунчев[20][21]
- 2023 – Нарцис и Фаетон в „Метаморфози“ по Овидий (в сценичната адаптация на Мери Цимерман) – режисьор Стайко Мурджев

## Филмография
- 2019 – „По стечение на обстоятелствата“ – Ненов[22]
- 2019 – „"Откраднат живот“ (седми сезон) – Коста
- 2019 – „Аванпостът“ – Насир
- 2021 – „COVID-20“ – Алекс[23][24]
- 2021 – „Пътят на честта“ (втори сезон) – Младия Филип
- 2022 – „Разговори с Моя Непознат“ – Симо
- 2022 – „Връзка“ – Матей
- 2022 – „На Игра“ – Пепи

- 2022 – „Червен адмирал“ – Димо
- 2024 - "Червен Канал" – Виктор